# Yuri Andreyev
Yuri o Yuli Borísovich Andréiev (en ucraniano Юрій Борисович Андрєєв, en ruso Юлий Борисович Андреев, 1938-Viena, 23 de marzo de 2022) fue un ingeniero que trabajó en la central nuclear de Chernóbil y en su posterior limpieza. Se lo considera uno de los máximos especialistas en descontaminación radiactiva y uno de los grandes expertos en el accidente nuclear de Chernóbyl, siendo además uno de los supervivientes del desastre. Fue el presidente de la organización Unión Chernóbil de Ucrania (Союз Чорнобиль України, Soyuz Chornóbyl Ukraïny) que representa a 450.000 afectados por el accidente de Chernóbil.

## Datos biográficos
Andréiev fue uno de los ingenieros de la central nuclear de Chernóbil. Después del accidente fue nombrado vicedirector del Spetsatom, organismo soviético para la lucha contra accidentes nucleares participando, durante cinco años, en la limpieza del accidente nuclear de Chernóbil, desde el 26 de abril de 1986, fecha del accidente, hasta 1991. En 1991 se trasladó a Viena -Austria-, como asesor del ministro de medio Ambiente, de universidades y de la propia AIEA. Andréiev preside la asociación civil y social de afectados y minusválidos del accidente nuclear Unión Chernóbil de Ucrania.

## Accidente de la central nuclear de Chernóbil
Yuri Andréiev era ingeniero en la central responsable del desarrollo de métodos para las estaciones de descontaminación cuando se produjo el accidente en el reactor n.º 4, si bien no se encontraba en la central en el momento de la explosión ya que su turno de trabajo había acabado hacía 1 hora y 23 minutos. Unas horas después de la explosión él y tres compañeros regresaron a la central con el objetivo de refrigerar el segundo reactor, cosa que lograron.
Durante la refrigeración del segundo reactor recibió un volumen importante de radiación en el que casi perece, como así ocurrió con otros muchos compañeros. El mismo se extraña de estar vivo, "absorbí una dosis de radiación que debió haberme matado, después de lo sucedido pensé que solo era cuestión de tiempo para que mi familia tuviera que valerse por sí misma" dijo Andréiev con lágrimas en sus ojos.
La nube de radiación de la explosión fue equivalente a 400 bombas como las de Hiroshima. La mayoría de los 176 trabajadores de guardia en aquella noche murieron instantáneamente. El núcleo del reactor ardió durante 10 días. Los contaminantes -entre ellos isótopos de plutonio con una vida media de 24.360 años- se esparcieron por todo el mundo. Los soviéticos silenciaron el desastre durante 3 días.

### Spetsatom
Spetsatom, con sede en la ciudad de Prípiat, fue una entidad pública soviética creada para efectuar trabajos de reparación en emergencias y también para preparar a personal que deba trabajar en condiciones de radiación muy elevada. Esta unidad, de la que fue director general adjunto para asuntos científicos Yuri Andréiev, dejó de existir cuando se desmoronó la URSS en 1991. Ese mismo año Andréiev emigró a Austria, donde trabajó como profesor en la Universidad de Viena y actuó también como asesor del Ministerio de Medio Ambiente en cuestiones de seguridad nuclear.

## Unión Chernóbyl de Ucrania
La Unión Chernóbyl de Ucrania (Союз Чорнобиль України, Soyuz Chornóbyl Ukraïny) es el nombre de la asociación civil y social de afectados e inválidos del accidente nuclear de Chernóbil. Está presidida por Yuri Andréiev y representa a 450.000 afectados por la tragedia.

## 25 aniversario del accidente de Chernóbyl
El 26 de abril de 2011 se celebró el 25 aniversario del accidente en la central nuclear de Chernóbyl. La organización que preside Yuri Borísovich Andréiev preparó numerosos actos de homenaje a las víctimas fallecidas por la radiación y de reivindicaciones para los supervivientes enfermos y muchos otros afectados.

## Críticas de Andréiev ante el accidente de la central de Fukushima
En declaraciones al periódico Palabra de Ucrania el 18 de marzo de 2011 consideró que la radiación, en esa fecha, en la Central nuclear Fukushima I era mucho menor -hasta 10 000 veces menos- que en la central de Chernóbil. Andréiev realizó, en diferentes entrevistas, fuertes críticas a la industria nuclear y al Organismo Internacional de Energía Atómica.

### Críticas a la OIEA
El 16 de marzo de 2011 Yuri Andréiev, ingeniero en la central y responsable de descontaminar la ciudad de 1986 a 1991, manifestó que el organismo de la OIEA "es muy cercano a los intereses de la industria nuclear al proceder la mayoría de sus expertos de empresas del sector. Además considera a la OIEA muy débil para tratar catástrofes nucleares por su falta de independencia. En palabras de Andréiev: "Después del accidente de Chernóbil, le dije al entonces director del OIEA, Hans Blix, "que era necesario crear una organización cuya función fuera tratar con accidentes" pero, evidentemente, no se ha creado.

### Críticas al tipo de combustible MOX usado en el reactor III
Andréiev también señaló que el reactor III de la central de Fukushima I era el más peligroso ya que se estaba usando el combustible MOX- mezcla de óxido de uranio y óxido de plutonio - que la empresa francesa Areva estaba usando experimentalmente en dos centrales nucleares japonesas.
Greenpeace ya en el año 2001 advertía a la Comisión Reguladora Nuclear de Estados Unidos que el uso del combustible MOX - facilitado por la empresa francesa AREVA- debía abandonarse por su alto riesgo y dejar de enviarse a la central de Fukushima I ya que los reactores convencionales no estaban preparados para ese combustible. Además, desde 2002, la empresa japonesa TEPCO habría falsificado los controles de calidad. El MOX, que producía mayor rendimiento energético, habría demostrado su inestabilidad y por tanto la dificultad de su control ya que sufría dos diferentes reacciones -la del uranio y la del plutonio- en un mismo reactor.